# Baptornis
Baptornis("uccello tuffatore") è un genere di uccelli acquatici incapaci di volare del Cretaceo superiore, circa 87-80 milioni di anni fa (all'incirca dalla metà del Coniaciano alla metà della Campaniano). I fossili di Baptornis advenus, la specie tipo, sono stati scoperti in Kansas, che all'epoca era per lo più coperto dal mare interno occidentale, una piattaforma di mare poco profonda. Ora è noto come fosse diffuso anche nell'odierna Svezia, dove lo stretto di Turgai si univa all'antico Mare del Nord; forse, era presente in tutto l'Olartico.
Othniel Charles Marsh scoprì i primi fossili di questo uccello negli anni '70 dell'Ottocento. Questo è stato, insieme all'Archaeopteryx, uno dei primi uccelli mesozoici a diventare noto alla scienza.

## Ecologia
Esistono più prove materiali per l'ecologia di B. advenus che per qualsiasi altro membro degli esperorniti, con la possibile eccezione di Hesperornis regalis, ma ancora molto è lasciato a congetture. L'uccello, dalle dimensioni di una strolaga, era di taglia media tra i suoi parenti e aveva un collo notevolmente allungato. Presumibilmente, si comportava così in modo simile all'odierna aninga, cacciando prede più piccole e più mobili rispetto ai suoi parenti più grandi. A differenza di questa, tuttavia, non poteva infilzare la sua preda, ma invece la teneva con il becco come gli odierni smerghi.
Le acque in cui abitava erano mari epicontinentali o di piattaforma poco profondi. Resti trovati lontano dalla costa preistorica suggeriscono che si sia avventurato molto lontano e che si sia riprodotto anche su isole. È noto un numero considerevole di esemplari giovanili. Questi tendono a provenire dalla parte settentrionale del suo areale (il Canada e l'Alaska odierni) sebbene siano stati trovati anche in Kansas. Ciò suggerisce che gli uccelli fossero migratori come lo sono oggi alcuni pinguini, spostandosi verso i poli in estate per riprodursi. Il Cretaceo aveva un clima molto più caldo di oggi; le acque abitate da Baptornis erano da subtropicali a temperate.
Sebbene fosse adattato al nuoto e alle immersioni, si pensa che Baptornis fosse goffo sulla terraferma, spingendosi lungo le rocce con i piedi piuttosto che camminare effettivamente. La posizione naturale della parte inferiore delle gambe era allineata col corpo, coi piedi distesi lateralmente e quindi non sarebbe stato in grado di muoversi in posizione eretta senza cadere. A differenza di Hesperornis che quasi certamente doveva scivolare sul ventre come una foca, nel Baptornis la parte inferiore della gamba non era ben posizionata lungo i lati del corpo. Quindi avrebbe trovato più facile mettere i piedi sotto il suo corpo con le dita rivolte in avanti e avrebbe potuto fare piccoli saltelli o anche un goffo dondolare, tenendo il corpo basso a terra.
L'unica traccia certa del cibo di Esperornite trovato finora proviene da Baptornis: l'esemplare UNSM 20030 è stato trovato associato ad alcuni coproliti. Si tratta di piccoli grumi rotondi (forse un centimetro di diametro circa) e contengono i resti di una piccolo pesce simile a un'aringa, Enchodus, forse E. parvus. Baptornis aveva potenti succhi gastrici e rigurgitava la maggior parte delle parti indigeribili della sua preda come pellet nello stesso modo col quale fanno la maggior parte degli uccelli viventi che si nutrono di pesci, perché i resti di Enchodus costituiscono solo una piccola frazione della massa dei coproliti, la maggior parte delle quali erano feci anonime.

## Sistematica
Baptornis era imparentato con il più grande e più noto Hesperornis. Entrambi appartenevano agli Esperorniti, un gruppo di uccelli preistorici che si erano adattati in modo unico alle immersioni e al nuoto, e avevano i denti. Per il resto, erano abbastanza simili agli uccelli viventi piuttosto che a forme più simili a dinosauri come Archaeopteryx o Enantiornithes .
Poiché Baptornis era piuttosto peculiare tra gli Esperorniti, per esso è stata istituita la famiglia Baptornithidae. Attualmente questa è considerata monospecifica dalla maggior parte degli studiosi. Tuttavia, è stato recentemente stabilito che il presunto "fenicottero del Cretaceo" Parascaniornis stensioi del Cretaceo superiore scoperto nell'isola di Ivö in Svezia non era un fenicottero e nemmeno, come suggerito da altri, un gaviforme né un procellariforme, ma in effetti appartiene a Baptornis. Poiché non c'è materiale sufficiente per un confronto corretto, non è noto se sia una forma giovanile di B. advenus o una seconda specie.
Nel 2004 è stato annunciato che si stava preparando materiale per la descrizione di una seconda specie. Questo esemplare era circa due volte più massiccio della specie tipo B. advenus. Le ossa erano state trovate nella formazione Pierre Shale del Dakota del Sud sudoccidentale. James Martin e Amanda Cordes-Person hanno chiamato questa specie Baptornis varneri nel 2007, ma è stata successivamente riclassificata come specie del genere Brodavis e potrebbe non essere stata strettamente imparentata con B. advenus.
Inoltre, nei Baptornitidi sono talvolta collocati altri due uccelli subacquei preistorici del tardo Cretaceo: Potamornis e Neogaeornis.
Potamornis è con ogni probabilità un membro degli Esperorniti. Tuttavia non è chiaro con quale di questi sia più strettamente imparentato; alcuni lo collocano nei Baptornitidi.
Più interessante e controverso è il caso di Neogaeornis. Questo uccello, i cui resti sono stati trovati in Cile, potrebbe essere anche un baptornitide. Altri lo considerano strettamente correlato ad alcuni uccelli moderni, sia i gaviformi, sia i procellariformi.